# ابن الفلاح (فلم)
ابن الفلاح فيلم مصري تم إنتاجه عام 1948، من تأليف محمد الكحلاوي وبديع خيري وعبد الفتاح حسن وإخراج عبد الفتاح حسن و بطولة تحية كاريوكا ومحمد الكحلاوي.

## قصة الفيلم
يعيش حسين (محمد الكحلاوي) الفلاح البسيط في كفر البلاص، ويحب ابنة عمه ستيته (نظيمة إبراهيم) وتبادله نفس الشعور، وينافسه على حبها، ابن عمه الشقي الفاسد زعيم العصابة غباشي (محمود السباع)، ولكن حسين يقاومه، ويعمل حسين في رعاية أرض ومواشي عمه العمدة مبروك (محمد كمال المصري)، ولكن أحد الفرق الفنية المتجولة بقيادة المدير الفني جعفر (عبد الحميد زكي) زارت الكفر لتقديم عروضها، واستمع جعفر لصوت حسين الرخيم وهو يغني وأعجب بصوته، وعرض عليه العمل بالقاهرة نظير أجر مغر، وقبل حسين العمل دون الالتفات لتوسلات حبيبته ستيته بعدم السفر، ولم يضعف أمام دموع أمه (عزيزة بدر) وودعها وسافر مع الفرقة للقاهرة، وفي نفس الوقت سرق غباشي مواشي عمه العمدة، والذي اتهم غباشي بالسرقة ولكن غباشي أقنعه بأن حسين هو السارق، وقد سافر للقاهرة ليبيعها هناك، فحزم العمدة مبروك حقائبه وسافر للقاهرة وراء حسين ومعه زوجته أم العز (ماري منيب) وخادمه زعرب (إسماعيل ياسين)، وفي محطة مصر استقبلهم مندوب أحد اللوكاندات وصحبهم إلى اللوكاندة وظن العمدة أنهم عرفوه وجاؤوا ليرحبوا به ويستضيفونه ومن معه بحجرة نوم لم يرى مثلها من قبل واكل على كل لون وموسيقى وخدم كثيرين، ظانين أن كل ذلك بالمجان، بينما عمل حسين مع الفرقة وتعرف على الراقصة محاسن (تحية كاريوكا) التي نال إعجابها، فساعدته على خلع عباءته الريفية والتشبه بأبناء البندر، من ملبس ومأكل وتعامل مع الناس، ونجح حسين نجاحا كبيراً وذاع صيته، واكتشف العمدة أن حسين بريء من سرقة المواشي، وقد استضافه حسين في منزله ومعه زوجة عمه والخادم زعرب، واكرم وفادتهم حتى رضى عنه عمه، ودفع لهم حساب اللوكاندة، وسوى لهم المسألة، وعاد إلى الكفر بعد أن ترك له زعرب لخدمته، وأرسل إليه رجالا من الكفر لحمايته في القاهرة، ولكن المدينة أخذت حسين بعيدا عن الكفر، وبدأ يشعر بميل نحو محاسن ونسى ستيته، غير أنه اكتشف أن محاسن تخدعه وتتخذه كوبرى وهي على علاقة بالثري أبو زيد (علي عبد العال) فقرر ترك المدينة والعودة للريف وتصارع ورجاله مع رواد الكباريه، وعاد إلى كفر البلاص، وفي نفس الوقت هدد غباشي بالسفر إلى القاهرة لقتل حسين، فقررت ستيته أن تسافر لتحذير حسين، وتقع في براثن الذئب إبراهيم (محمود نصير) الذي يستدرجها لمنزله، ولكن ربنا سلم، وعادت ستيته للكفر لتكتشف اختفاء حسين وزعرب، وتذهب إلى غباشي لكي تستطلع الأمر وتظهر ميلا نحوه، فيخبرها بأنه قبض على حسين وقيده بالمخزن، فتسرع ستيته إلى العمدة مبروك وتخبره بكل شيء، والذي اتصل بالمركز وأحضر قوة من البوليس استطاعت ان تحرر حسين وزعرب، وتقبض على غباشي وعصابته، وتزوج حسين من ستيته.

## فريق العمل
إخراج: عبد الفتاح حسن
تأليف:
- محمد الكحلاوي
- عبد الفتاح حسن
- بديع خيري

إنتاج: أفلام الكحلاوى
طاقم العمل:
- تحية كاريوكا
- محمد الكحلاوي
- نظيمة إبراهيم
- إسماعيل يس
- محمد كمال المصري
- محمود السباع
- ماري منيب
- على عبد العال
- عبد الحميد زكي
- محمود نصير
- عزيزة بدر

## روابط خارجية
- مقالات تستعمل روابط فنية بلا صلة مع ويكي بيانات